# Gastón Fernández
Gastón Fernández (Lanús, 12 oktober 1983) is een   Argentijnse voetballer.
Fernández begon zijn profcarrière bij River Plate in 2002. Na een uitleenbeurt aan Racing keerde hij terug en in 2006 werd hij opnieuw uitgeleend, nu aan het Mexicaanse Monterrey. Toen deze club de transferprijs van 2 miljoen dollar om hem permanent te hebben niet wilde betalen keerde hij in december 2006 terug naar River Plate. Echter vond Daniel Passarella, de toenmalige coach van River, dat hij genoeg aanvallers had en verkocht hem aan San Lorenzo. Hier bloeide zijn carrière weer op en met 9 goals zorgde hij er onder andere voor dat San Lorenzo de Clausura van 2007 won. In 2008 maakte hij de overstap naar het Mexicaanse Tigres maar werd uitgeleend aan Estudiantes waarmee hij de finale van de Copa Sudamericana won. Samen met zijn team won hij ook de Copa Libertadores 2009 en maakte in de finale tegen Cruzeiro de gelijkmaker. 
Hierna keerde hij terug naar Tigres waarmee hij de North American SuperLiga 2009 won tegen Chicago Fire. Op zijn eigen verzoek liet Tigres de speler gaan en hij keerde terug naar Estudiantes waarmee hij in 2010 de Apertura mee won. Na vier jaar bij Estudiantes tekende hij op 15 januari 2014 een contract met Portland Timbers uit de Major Soccer League. 
Hij speelde in de jeugdelftallen van het nationale elftal, maar kon nooit doorbreken tot het eerste elftal. 